# 雪鹀

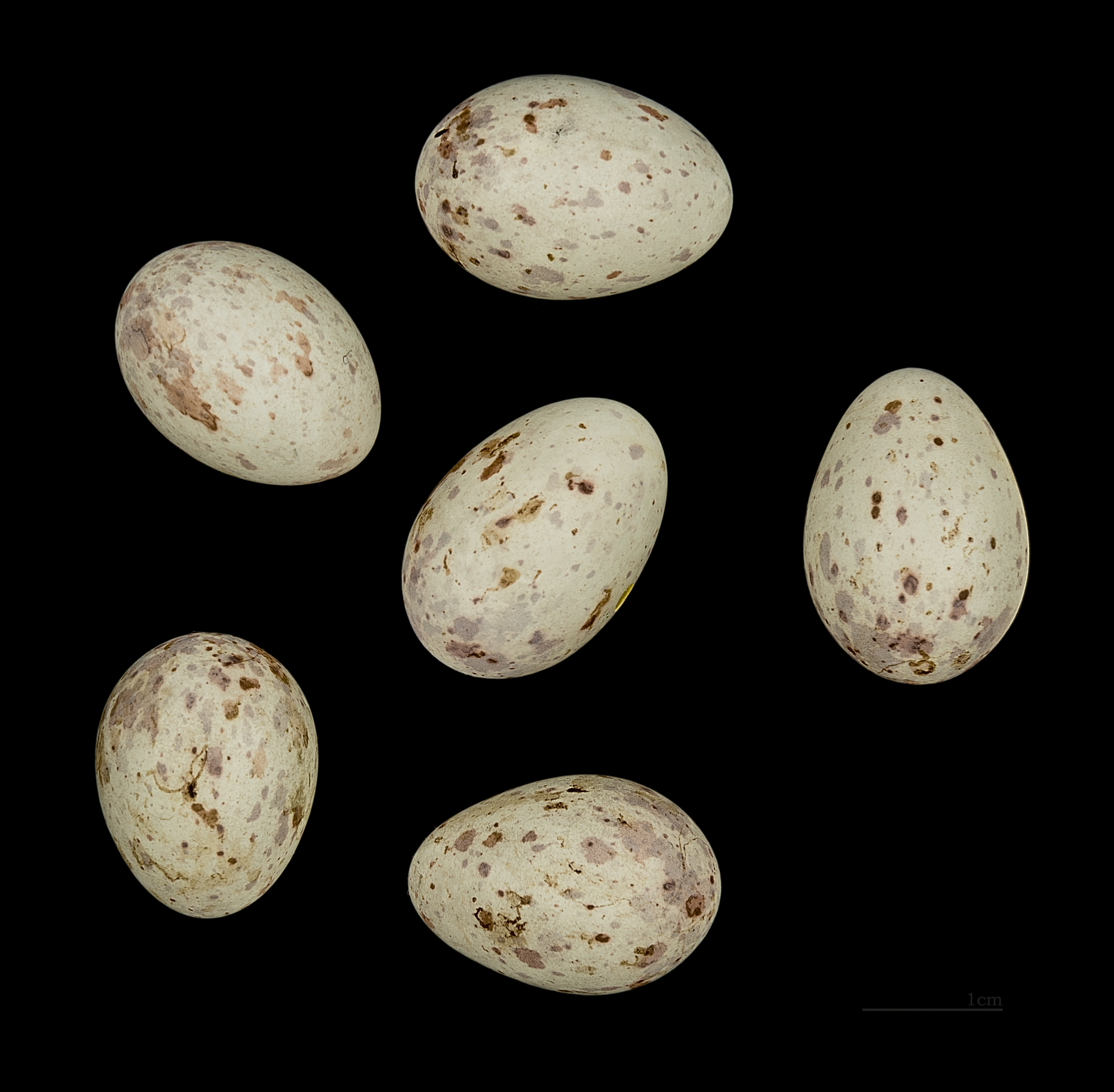
Plectrophenax nivalis

雪鹀为雀科雪鹀属的鸟类，俗名雪雀、路边雀。分布于欧亚、北美等地极北地区以及中国大陆的黑龙江、吉林、内蒙古、新疆、河北等地，多生活于低山区和丘陵地带的开阔区、有时也见于平原地区以及喜在路旁未全被雪覆盖的草丛中或在公路旁活动。该物种的模式产地在Lapland,Europe。

## 亚种
- 雪鹀北方亚种（学名：Plectrophenax nivalis vlasowae）。分布于俄罗斯、日本、朝鲜半岛以及中国大陆的内蒙古、黑龙江、吉林、河北等地。该物种的模式产地在俄罗斯。[3]

## 註解
1. ↑  繁：，简：，拼音：，注音：，音同「無」[2]